# Auster Aircraft
Auster Aircraft Limited war ein britischer Flugzeughersteller. Das 1938 als Taylorcraft Aeroplanes (England) Limited gegründete Unternehmen bestand bis 1962. Firmensitz war zunächst Thurmaston, später Rearsby, beide in Leicestershire. Die Umbenennung von Taylorcraft Aeroplanes in Auster Aircraft erfolgte am 8. März 1946. Produziert wurden ausschließlich einmotorige Propellerflugzeuge. Der Name Auster leitet sich von einem italienischen Südwind ab und diente anfangs nur als Produktbezeichnung.

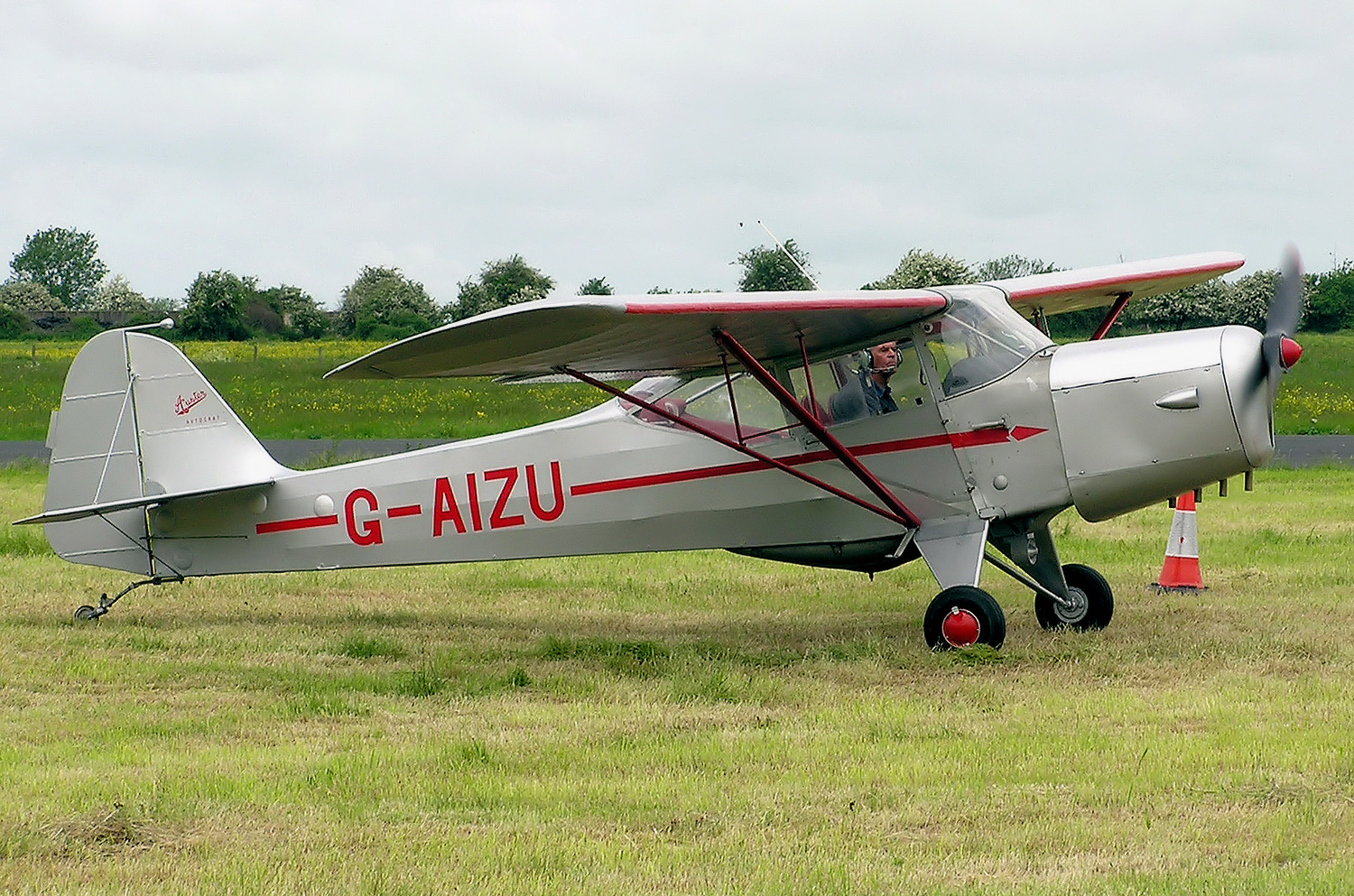
Auster J/1 Autocrat von 1946

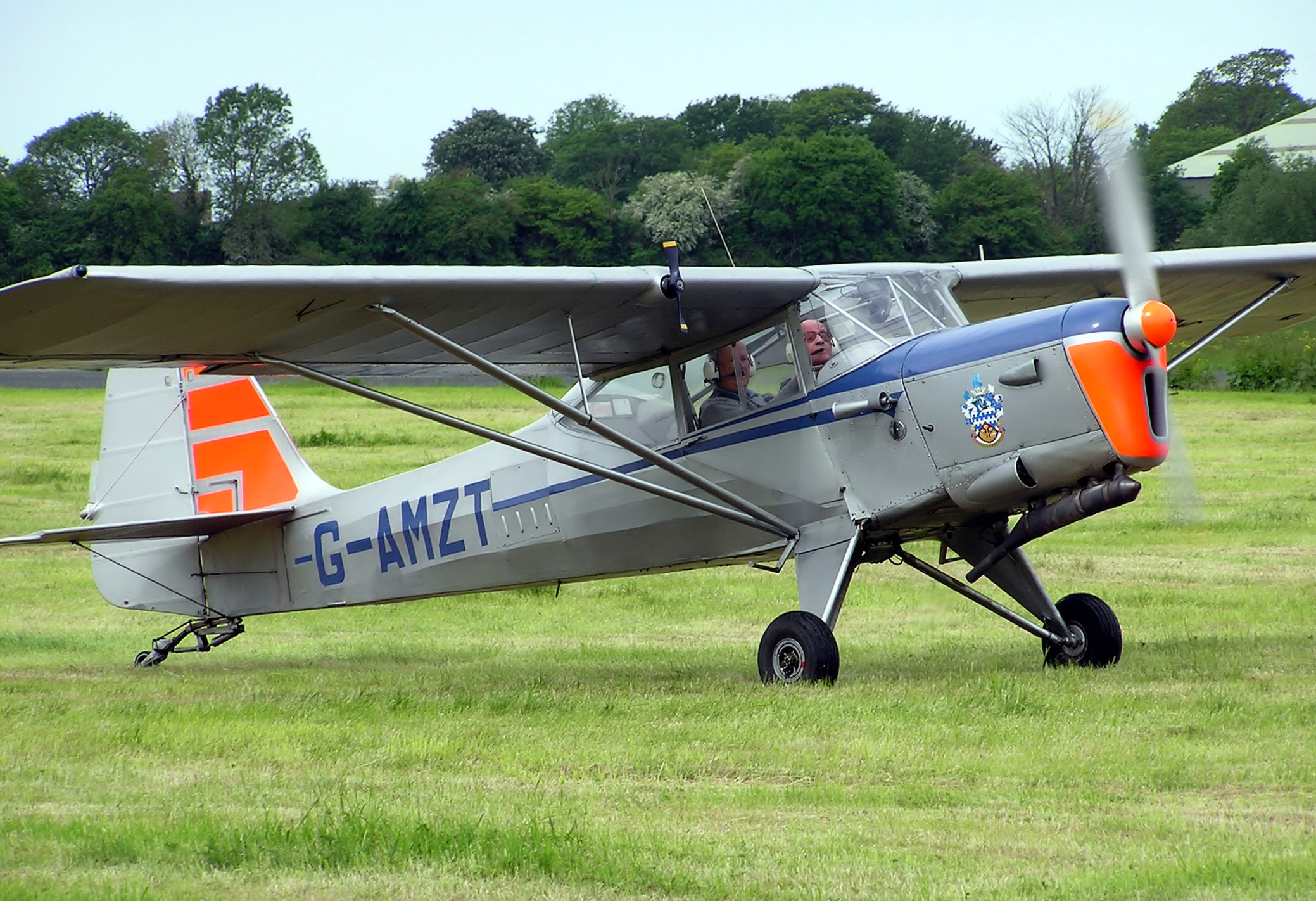
Auster J-5F Aiglet Trainer von 1953

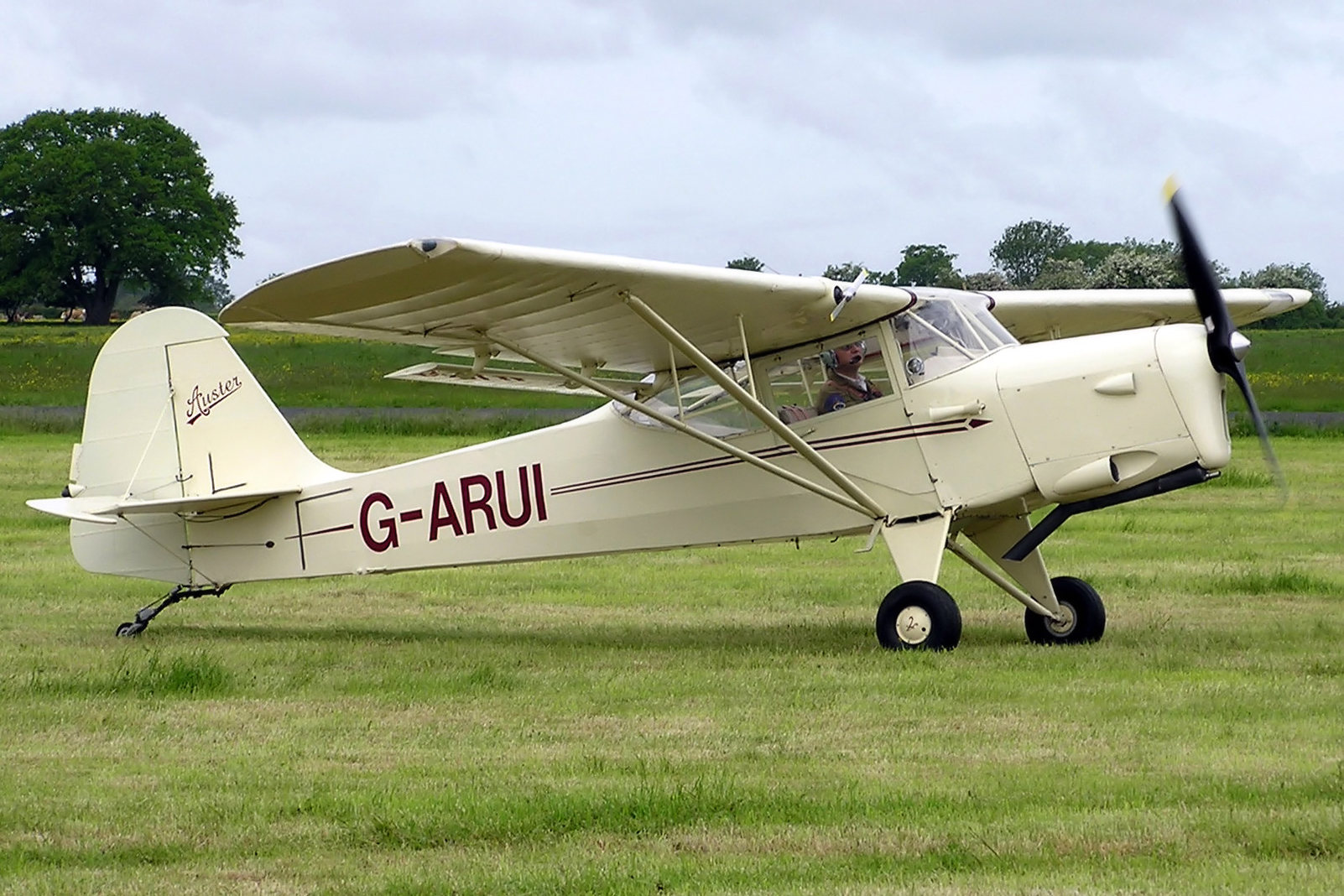
Beagle A.61 Terrier von 1962

## Geschichte

### Taylorcraft Aeroplanes (England)
Nachdem Alexander Lance Wykes am 21. November 1938 von der Taylor Young Airplane Corporation die Lizenzrechte an der Taylor-Young Model A erworben hatte, gründete er die Taylorcraft Aeroplanes (England) Limited und siedelte sie in Thurmaston nahe Leicester an. Wykes erhielt von Taylor einen Satz Konstruktionszeichnungen und eine Vorrichtung zum Bau des Rumpfes zusammen mit einem Exemplar des neuen Taylorcraft Models B. Gegenüber dem Model A besaß dieses einen stärkeren 50-PS-Motor. In England erfolgte, entsprechend den britischen Zulassungsvorschriften eine Überarbeitung des Entwurfs, der zur Unterscheidung von den US-Modellen die Bezeichnung Taylorcraft Plus C erhielt. Die Produktion wurde im Frühjahr 1939 aufgenommen. Vor Ausbruch des Zweiten Weltkriegs konnten noch 23 Plus C an zivile Kunden ausgeliefert werden.
Die elfte, im Juni 1939 fertiggestellte Zelle wurde mit einem leistungsstärkeren 90-PS-Cirrus-Triebwerk ausgerüstet und an die RAF zur Eignungserprobung als Verbindungsflugzeug übergeben. Der gleiche Motor wurde dann auch für die nachfolgende Taylorcraft Plus D eingesetzt, von der zwischen Ende 1939 und Anfang 1940 zwar noch sieben Maschinen hergestellt, aber nicht mehr an zivile Nutzer ausgeliefert wurden. Mit Ausbruch des Krieges erklärte das Ministry of Aircraft Production Taylorcraft Aeroplanes zum Reparaturzentrum für Leichtflugzeuge. Es wurden jedoch auch zusätzlich Baugruppen für andere Firmen hergestellt, wie etwa Querruder für die Hawker Audax, Seitenleitwerksteile für die Hawker Hurricane und Tragflächen für die de Havilland Tiger Moth.
Bereits 1939 forderten Offiziere der British Army die Beschaffung von eigenen Artilleriebeobachtungsflugzeugen. In diesem Zusammenhang lieferte Taylorcraft im Dezember 1939 die Plus D mit dem Kennzeichen G-AFZJ (Werknummer 128) zur Erprobung nach Salisbury zur School of Army Co-operation. Anschließend setzte man das Flugzeug, nun mit Tarnanstrich, auch im April und Mai 1940 in Frankreich ein. Für den gleichen Verwendungszweck erprobte die Armee auch gleichzeitig eine Stinson Model 105 Voyager. Die ebenfalls in Betracht gezogenen Arpin A-1, General Aircraft Cagnet und die niederländische Scheldemusch erreichten Frankreich jedoch nicht mehr. Die Beurteilung der Eignung der Plus D für die vorgesehene Rolle fiel eher schlecht aus. Sowohl die Leistung als auch die Robustheit der Konstruktion wurden als nicht zufriedenstellend angesehen.
Als klarer Sieger ging die Stinson aus dem Vergleich hervor, wonach im Juli 1940 100 Maschinen bestellt wurden, von denen jedoch nur etwa 20 Stück tatsächlich im ersten Jahr von den USA aus verschifft wurden und in schlechtem Zustand England erreichten. Hinzu kam, dass man schließlich die Vigilant für den vorgesehenen Zweck als zu groß erklärte. Dass schließlich Ende 1941 100 Taylorcraft Plus D bestellt wurden, verdankte diese damit weniger ihren Leistungen als vielmehr dem Mangel an Alternativen. Die Namensgebung Auster verdankt das Flugzeug der Ansicht des Air Ministry, dass eine Buchstabenbezeichnung nicht ausreichend sei. Der erste Vorschlag Icarus wurde nach dem Hinweis abgelehnt, dass Ikarus lediglich einen einzigen Flug ausführen konnte. Da zeitgenössische Flugzeuge häufig die Namen von Winden trugen (z. B. Hurricane und Whirlwind), verwendete man mit Auster den römischen Namen für einen warmen Südwind. Während des Zweiten Weltkriegs entstanden 1604 Taylorcraft Auster-Hochdecker für die Streitkräfte Großbritanniens und Kanadas.
Noch während des Krieges begann Taylor 1943 mit der Konstruktion eines rein zivilen Tiefdeckers, dem Taylorcraft Model L. Lance Wykes orientierte sich hierbei an der Auster IV und verwendete auch den gleichen Motor. Er sah aber entsprechend der Tiefdeckerauslegung einen modifizierten Rumpf und kürzere Tragflächen, die zum Rumpf abgestrebt waren, vor. Die Arbeiten kamen jedoch zu einem plötzlichen Ende, nachdem Wykes im Mai 1944 bei einem Flugzeugabsturz ums Leben kam.

### Auster Aircraft
Als das Kriegsende absehbar war, begann Taylor mit der Erstellung von Konzepten für zukünftige zivile Flugzeugmuster. Geplant waren zwei neue Entwürfe: ein einfacher Zweisitzer mit einem Triebwerk zwischen 65 und 75 PS und ein mit Landeklappen ausgerüstetes dreisitziges 100-PS-Flugzeug. Das letztgenannte Projekt erschien unter der anfänglichen Bezeichnung Taylorcraft Auster V J/1 als erstes und stellte den Anfang einer neuen, lange fortgeführten Entwicklungslinie dar. Der Name deutete auf die enge Verwandtschaft zur Auster V hin, wurde aber nach dem Umzug an den Flugplatz von Rearsby und der Namensänderung des Unternehmens auf Auster Aircraft im März 1946, in Auster J/1 Autocrat verkürzt. Über vierhundert Exemplare konnten an zivile und militärische Kunden verkauft werden.
Das zweisitzige Flugzeug sollte in etwa der Vorkriegs-Plus-C entsprechen. Ein Prototyp (G-AGPS) wurde im Juli 1945 mit einem 65-PS-Lycoming O-145 zugelassen. Im Bereich der Zylinder und des Auspuffsystems war die Cowling ausgeschnitten, so dass der äußere Eindruck dem der allerersten Taylorcraft-Maschinen sehr nahekam. Das als untermotorisiert angesehene Muster erhielt weder eine Modellnummer noch einen Namen und wurde bis zu seiner Zerstörung in einem Sturm im März 1947 als Werksflugzeug eingesetzt. Die Erfahrungen mit der G-AGPS führten jedoch direkt zur J/2 Arrow mit einem 75-PS-Continental-C75-12-Motor, die im Sommer 1946 ihren Erstflug hatte.
Geplant war auch eine 65-PS-Version der J/2 mit einem Continental C-65, für die im Unterschied zur Arrow kein Spornrad, sondern ein Schleifsporn vorgesehen war und ohne Bremsen auskommen sollte. Die Bezeichnung für den einen gebauten Prototyp, mit dem Erstflug im September 1946, war J/3 Atom. Von den 44 gebauten Arrows wurden lediglich sechs Exemplare in England verkauft, der Rest wurde in zwölf Länder, vor allem aber nach Australien exportiert. Als wieder Beschaffungsschwierigkeiten für amerikanische Triebwerke auftraten, wurde ähnlich dem Vorgehen in der Vorkriegszeit, der Versuchseinbau eines 90-PS-Blackburn-Cirrus-Minor-I in einer Arrow-Zelle vorgenommen. Das Ergebnis war der Auster J/4-Prototyp G-AIGZ, der Ende 1946 erstmals flog. Hiernach folgten noch 27 Serienmaschinen, von denen 14 exportiert wurden.
Beim Einsatz der J/1 in Australien stellte sich schnell heraus, dass speziell unter Hot-and-High-Bedingungen die Motorleistung nicht ausreichte. So wurde 1947 die J/5-Variante mit einem 130-PS-de Havilland-Gipsy-Major-I-Triebwerk vorgestellt. Auch diese, inoffiziell „Gipsy Autocrat“ genannte Maschine, wurde primär nach Australien exportiert, wo sie den Namen Auster Adventurer erhielt. In Sydney erfolgte durch Kingsford Smith Aviation die Endmontage und die Ausrüstung mit Motoren. Ebenfalls 1947 stellte Auster auch die viersitzige Model P Avis mit einem 145-PS-Gipsy-Major-X-Motor und speziellen Querrudern, wie sie ähnlich auch bei der Auster AOP.6 eingesetzt wurden. Da die Flugerprobung keine zufriedenstellenden Ergebnisse zeigte, wurde der Prototyp wieder zerlegt und für den Bau des Nachfolgers Avis 2, einem Ambulanzflugzeug, verwendet. Auch dieses Modell blieb ein Prototyp, der im August 1950 nach einem Motorschaden abstürzte.
Finanzielle Probleme führten 1948 zu einer deutlichen Reduktion der Produktionszahlen, wonach sich Auster auch der Herstellung von Motorteilen zuwandte. Dadurch lagerte eine große Anzahl von Autocrat-Zellen in Rearsby, wovon eine für den Bau der J/1B Aiglet verwendet wurde. Anfangs als Agrarflugzeug vorgesehen, war die Aiglet mit einem Gipsy Major I Triebwerk ausgerüstet und besaß gegenüber der J/1 ein vergrößertes Seitenleitwerk, eine fahrtwindangetriebene Pumpe und Sprühbalken unter den Tragflächen. Der Prototyp wurde im August 1950 an die Aerial Spraying Contractors Ltd. geliefert. Zusammen mit sechs weiteren Aiglets führte er bis Ende 1953 Einsätze zur Insektenbekämpfung im Sudan durch. Wie im Fall der J/5 exportierte man die Mehrzahl der 86 gebauten Aiglets ohne Motoren nach Australien und Neuseeland.
Trotz des gleichen Namens hatte der im Juni 1951 vorgestellte und in 80 Exemplaren produzierte Aiglet Trainer J/5F nur wenig mit der J/1B gemeinsam. Die J5/F war ein beschränkt für Kunstflug zugelassenes Schulflugzeug mit zwei oder vier Sitzen. Konstruktiv verband man den Rumpf und das Gipsy Major I Triebwerk der J/5 mit dem Seitenleitwerk der Aiglet und entwarf dazu eine völlig neue Tragfläche mit einer 1,22 m geringeren Spannweite. Mit dem Prototyp G-AMKF zeigte Ranald Porteous auf der Farnborough Air Show 1951 zum ersten Mal die Kunstflugfigur Porteous Loop, heute meistens als Avalanche bezeichnet.
Die einzige Ausnahme von den bis dahin produzierten Hochdeckern waren die Tiefdecker-Agrarflugzeuge vom Typ Auster Agricola, die in den Jahren 1955/56 gebaut wurden. Nach der Gründung von Beagle Aircraft 1960 wurde die Hochdeckerbauart mit der Terrier und der mit einem Bugradfahrwerk ausgestatteten Airedale fortgeführt. Bis 1960 stieg die Gesamtproduktion auf über 3800 Maschinen.

### Beagle Aircraft
Nach der Übernahme durch die Pressed Steel Company 1960 wurde das Unternehmen in Beagle-Auster Ltd. umbenannt. 1962 erfolgte die Verschmelzung mit Beagle-Miles Ltd. zur neuen Beagle Aircraft. Der Markenname Auster wurde bis 1968 genutzt.